# Boeing Orbital Flight Test
Boeing Orbital Flight Test (zkráceně Boe-OFT) byl první nepilotovaný zkušební let americké kosmické lodi typu CST-100 Starliner společnosti Boeing. Dne 20. prosince 2019 odstartoval z Mysu Canaveral k Mezinárodní vesmírné stanici (ISS). Testovat mělo přiblížení a procedury automatického spojení s ISS, přičemž loď měla zůstat připojena ke stanici 7 dní. Starlineru se však nezdařil plánovaný zážeh motoru potřebný pro usazení na oběžné dráze a setkání s ISS a po dvou dnech letu přistál na Zemi, takže provedl jen část postupů, které bylo třeba otestovat před prvním pilotovaným letem. Společnost Boeing proto kvůli prokázání schopnosti Starlineru připojit se k ISS provedla v roce 2022 náhradní zkušební let bez posádky s označením Boeing Orbital Flight Test 2.

## Starliner a Atlas V
Loď Starliner pro NASA vyvinula a vyrábí americká společnost Boeing jako součást programu letů komerčních lodí s posádkami (Commercial Crew Program). Skládá se z kabiny ve tvaru kužele a válcové servisní sekce. Největší průměr dosahuje 4,56 metru, délka spojených modulů 5,03 metru a startovací hmotnost až 13 tun. Pro až 7 astronautů je v kabině k dispozici 11 krychlových metrů hermetizovaného prostoru.
Loď se do vesmíru vydala na špici 52,4 metru vysoké rakety Atlas V N22 od výrobce United Launch Aliance (ULA) s dvoumotorovým druhým stupněm Centaur. Dva motory RL-10 jsou pro lety Starlineru vyžadovány, aby byla zajištěna trajektorie startu umožňující bezpečné přerušení letu v kterémkoli bodě mise. Loď nebyla zakryta obvyklým aerodynamickým krytem užitečného zatížení.
Mise OFT byla premiérovým letem jak celého programu Starliner, tak i třetího vyrobeného exempláře lodi (Spacecraft 3), který po letu dostal jméno Calypso. Navíc šlo o první let také pro  novou verzi nosiče Atlas V N22, včetně jejího druhého stupně Centaur.

## Užitečné zatížení
Na palubě Spacecraft 3 byla místo posádky figurína oblečená do speciálního letového skafandru společnosti Boeing a během celého letu monitorovala pomocí zabudovaných senzorů podmínky, které by působily na lidskou posádku. Figurína dostala jméno Rosie the Astronaut, které odkazovalo na americkou kulturní ikonu všech těžce pracujících žen v továrnách a loděnicích během druhé světové války, nazvanou Rosie the Riveter – Nýtovačka Rosie. Uvnitř kabiny bylo kvůli simulaci hmotnosti posádky také zhruba 270 kilogramů zásob a vybavení včetně plyšové hračky Snoopyho a vánočních dárků pro členy posádky Expedice 61, které ovšem kvůli selhání lodi, která se s ISS nespojila, nebyly doručeny.

## Průběh letu
Mise úspěšně odstartovala 20. prosince 2019 v 11:36:43 UTC na nosiči Atlas V N22 se sériovým číslem AV-080 ze startovacího komplexu 41 na mysu Canaveral. V 11:59 UTC detekoval NORAD objekt na oběžné dráze 191 × 76 km se sklonem 51,63°. Po 31 minutách letu se však ukázalo, že palubní počítač Starlineru dostával nesprávné informace o uplynulém času mise (MET – Mission Elapsed Time). Později vyšlo najevo, že MET byl posunut o 11 hodin. V důsledku této chyby se zážeh pro usazení na oběžné dráze (OIB – Orbital Insertion Burn) v plánovaném čase neuskutečnil, a proto se loď nemohla začít včas přibližovat k ISS. Kvůli problému s MET začal počítač lodě provádět i nadbytečné korekční zážehy malými orientačními tryskami, čímž loď spotřebovala více pohonných látek, než by v této fázi letu bylo optimální. 
Řídící středisko se tak rozhodlo poslat Starlineru příkaz k provedení zážehu OIB, ale poloha lodi Spacecraft 3 mezi dvěma družicemi TDRS, které zajišťují přenos dat mezi objekty na nízké oběžné dráze a povrchem Země, způsobila osmiminutové zpoždění při doručení povelu. Kosmická loď se tak sice dostala na stabilní oběžnou dráhu 187 x 222 km, ale možnosti jejího příletu k ISS se značně zkomplikovaly. Starliner sice mohl za své abnormální dráhy ke stanici doletět pomocí výrazných úprav oběžné dráhy, ale na tento manévr už neměl dostatek paliva. Další šance na přílet k ISS spočívala v menších korekcích dráhy, což ale bylo z časového hlediska nad limity lodě, protože Starliner zvládne před připojením ke stanici samostatně fungovat jen zhruba pět dní. A tak se NASA a Boeing rozhodly, že Spacegraft 3 zůstane na oběžné dráze dva dny a potom – bez návštěvy ISS – přistane v areálu raketové střelnice White Sands Missile Range v Novém Mexiku, kde měla původně přistát 28. prosince. Ještě týž den, 20. prosince, Starliner provedl za tímto účelem dvě malé korekce dráhy.
Brzdící zážeh o délce 55 sekund se uskutečnil  22. prosince 2019 ve 12:23 UTC, o tři minuty později se od lodě oddělil servisní modul a ve 12:46 UTC návratový modul lodě Starliner kontrolovaně vstoupil do horních vrstev atmosféry. Po úspěšném rozvinutí všech sad padáků – a těsně před dosednutím také airbagů – loď přistála ve White Sands Space Harbor v Novém Mexiku ve 12:58:53 UTC. 
Kromě procedur přiblížení a automatického spojení s ISS se Starlineru během 2 dnů ve vesmíru podařilo splnit ostatní hlavní cíle zkušebního letu na oběžné dráze včetně úspěšného provedení návratu do atmosféry, přistání na pevnině a záchranných postupů, které bylo třeba otestovat před prvním pilotovaným letem. Během celého zkušebního letu se sledoval i systém podpory života. Jim Chilton, viceprezident divize společnosti Boeing pro vesmír a starty, po přistání odhadl, že Starliner dosáhl více než 60 % cílů letu a po získání a analýze všech dat z kosmické lodi by tento podíl mohl přesáhnout 85 %.
Po přistání Spacecraft 3 ji velitelka plánované druhé mise s posádkou Boeing Starliner-1, astronautka Sunita Williamsová, pokřtila jménem Calypso podle slavné výzkumné lodi oceánografa a filmaře Jacquese Cousteaua.

## Vyšetřování příčin částečného selhání mise
NASA 7. února 2020 zveřejnila předběžná zjištění týkající se softwarového problému s časem uplynulým během mise (MET). Ukázalo se přitom, že byla nalezena také další kritická softwarová chyba, která mohla mít za následek, že po oddělení před návratem do atmosféry by servisní modul narazil zpět do přistávací kabiny Starlineru, poškodil ji a zabránil bezpečnému přistání. Chyba přitom byla opravena dvě hodiny před přistáním modulu a k jejímu odhalení by nedošlo, kdyby se dříve nevyskytla anomálie s MET.
O měsíc později, 6. března 2020, NASA poskytla aktuální informace k již zmíněným a dalším zjištěným anomáliím a oznámila 61 nápravných opatření. A 7. července 2020 NASA a Boeing oznámily ukončení problému s komunikací mezi lodí a Zemí, což prakticky znamenalo ukončení přezkumu OFT. Počet nápravných opatření byl zvýšen na 80, z čehož se 21 doporučení se zaměřilo na potřebu většího počtu testů a simulací; 10 se týkalo vývoje a testování softwaru a 35 zlepšení procesů a operací. Dalších 7 doporučení bylo z oblasti aktualizací softwaru a posledních 7 zahrnovalo mechanismus zpracování znalostí a zkušeností a zlepšení způsobu podávání zpráv o bezpečnosti uvnitř společnosti Boeing.
Interně v rámci NASA vyšetřování zjistilo, že nedostatečný dohled nad softwarem Starliner byl způsoben tím, že NASA soustředila své zdroje na jiné vysoce rizikové části letu. Kromě toho NASA mohla mít menší dohled kvůli tradičnímu stylu vývoje systémů společnosti Boeing ve srovnání se společností SpaceX; NASA zvýšila svůj dohled nad společností SpaceX kvůli jejich odlišným pracovním postupům. NASA proto interně vydala 6 doporučení ke zvýšení dohledu, aby se podobným událostem v budoucích programech zabránilo.

## Galerie

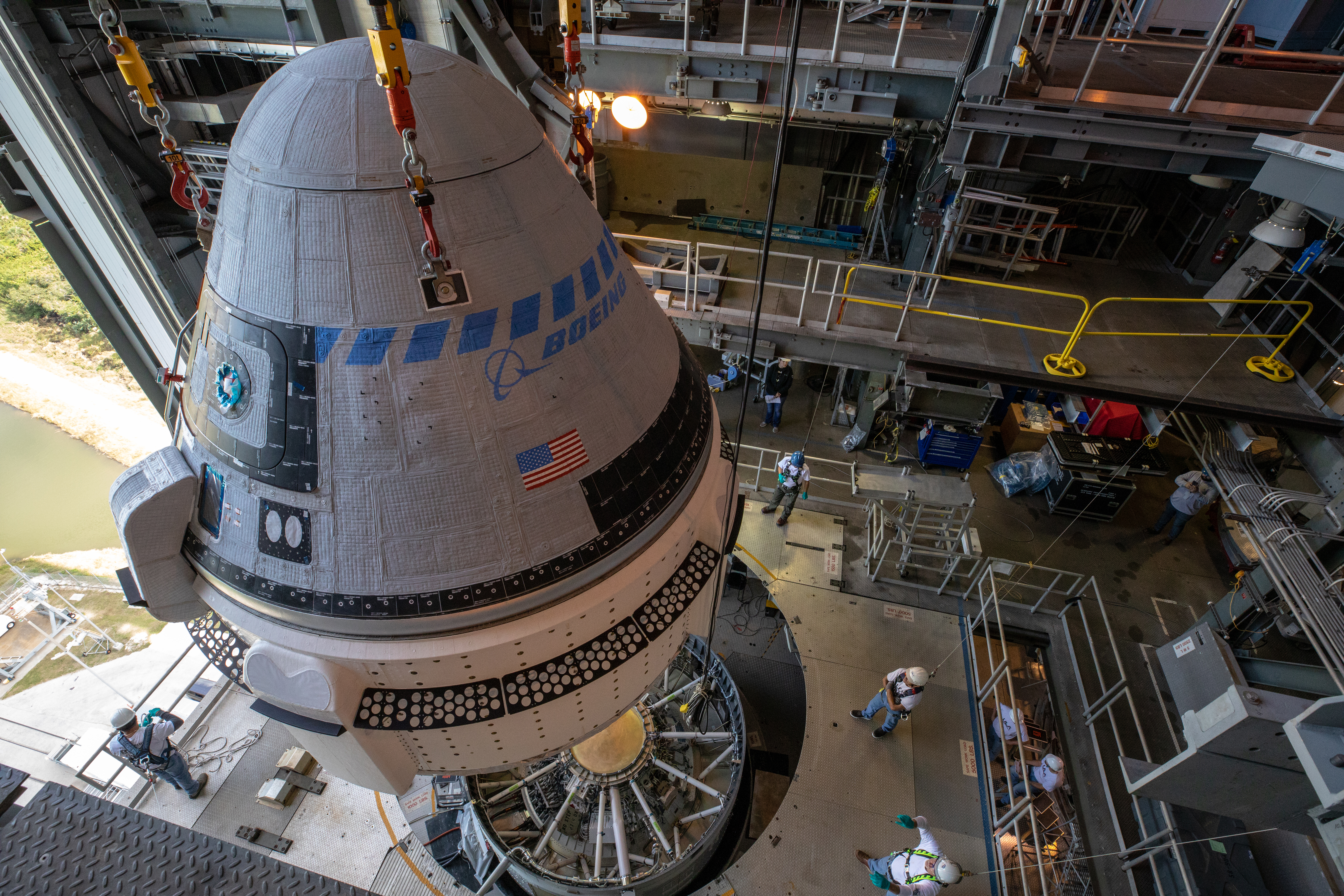
Kosmická loď CST-100 Starliner a nosná raketa Atlas V N22 během přípravy na let, 21. listopadu 2019
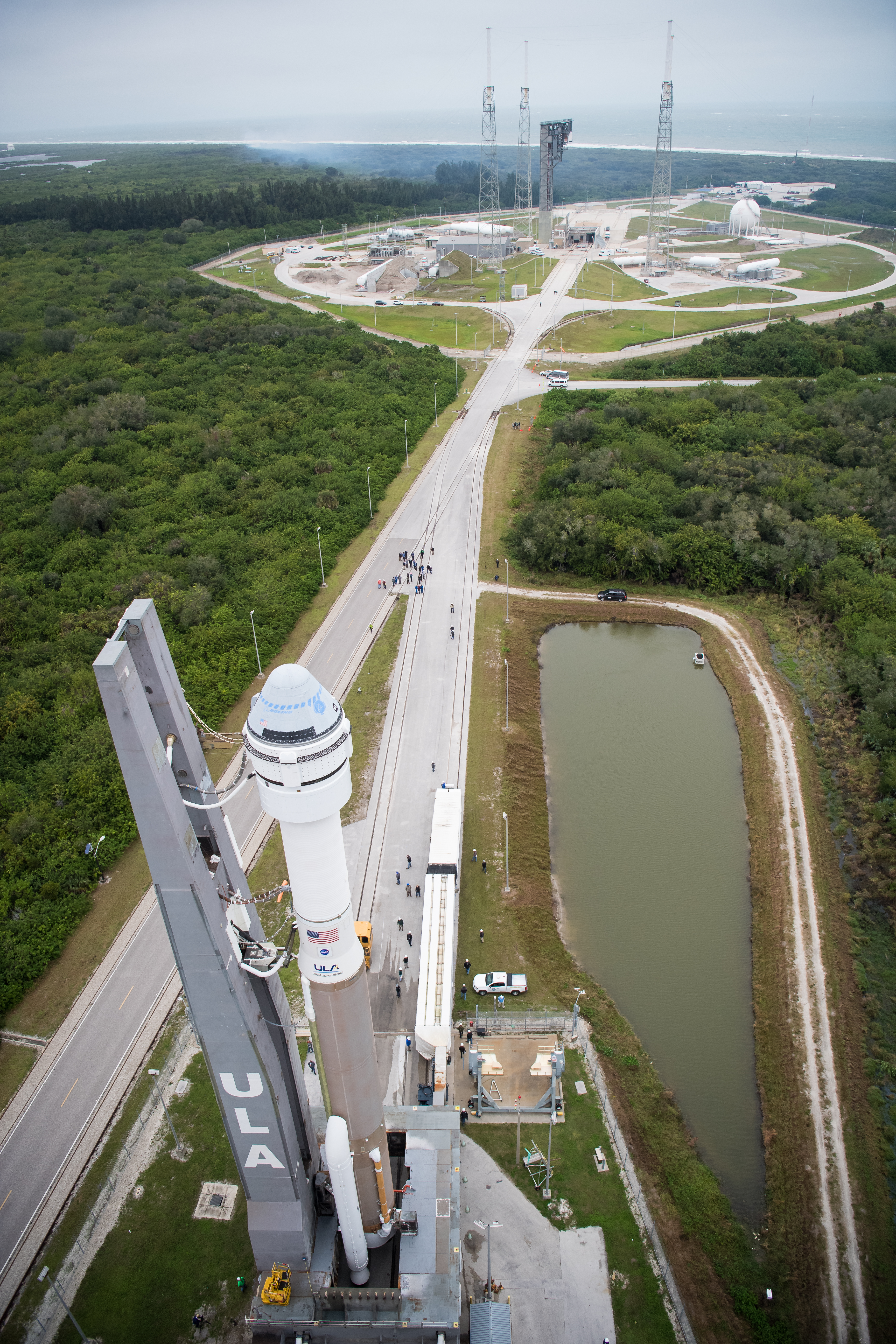
Převoz nosné rakety na startovací rampu 41, 18. prosince 2019
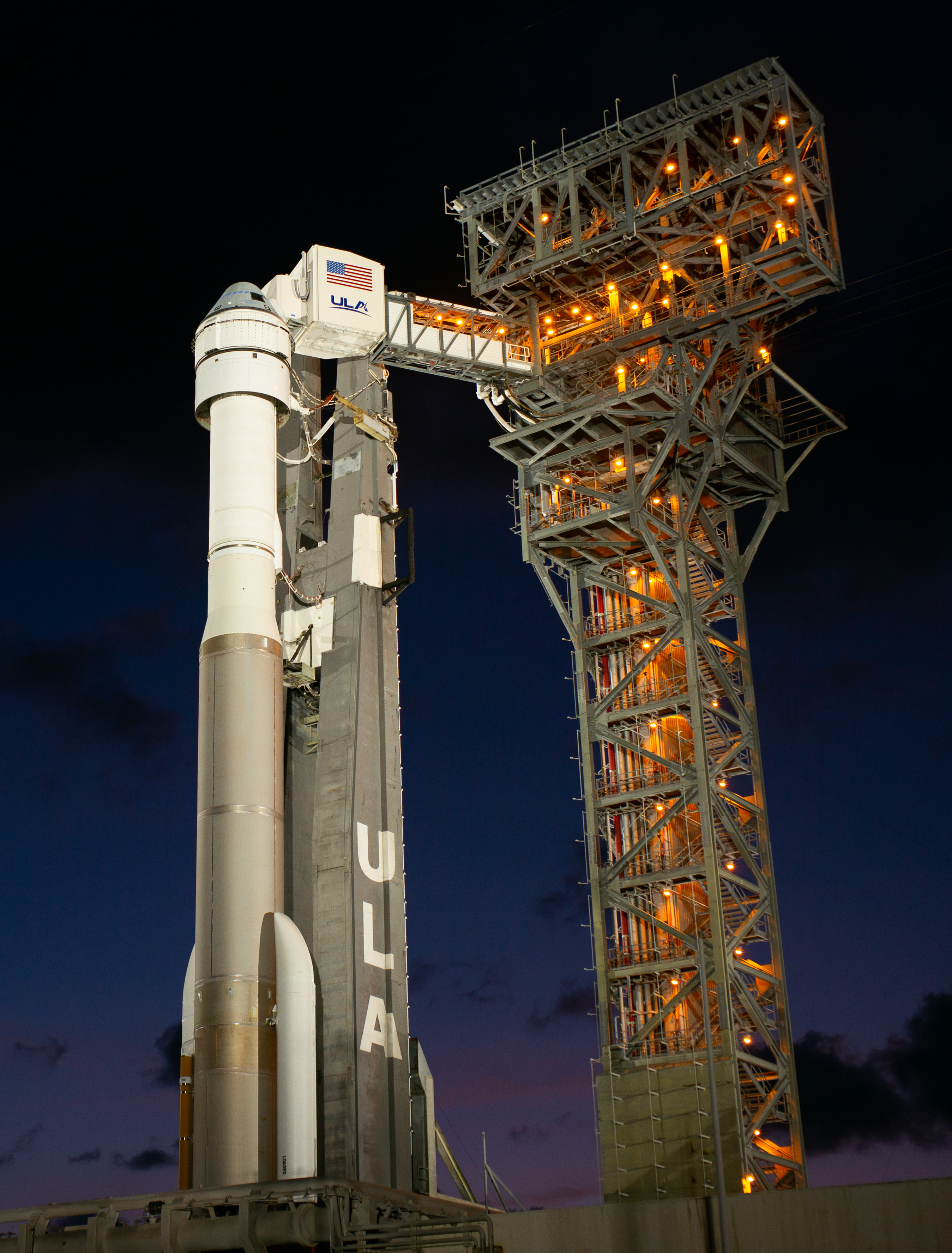
Raketa Atlas V N22 na startovací lampě
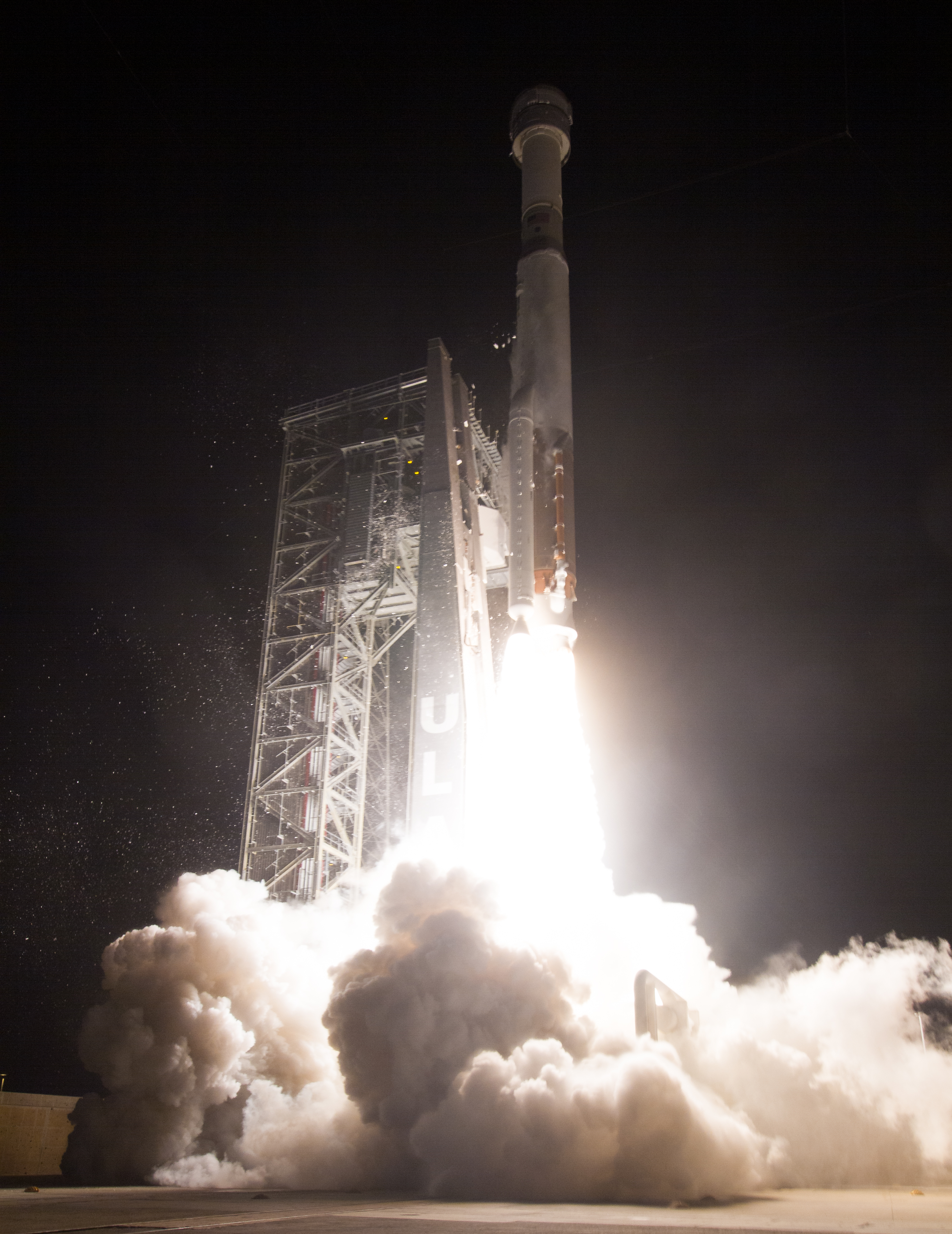
Start mise Boeing Orbital Flight Test ze startovního komplexu 41, 20. prosince 2019
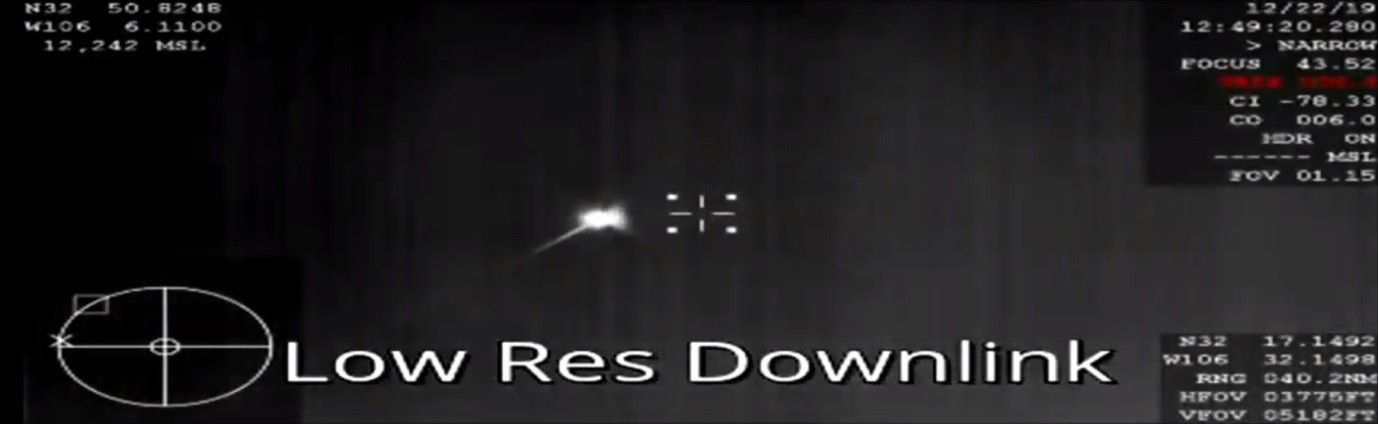
Návrat Starlineru do atmosféry. Pohled z kamery na palubě letadla WB-57 NASA
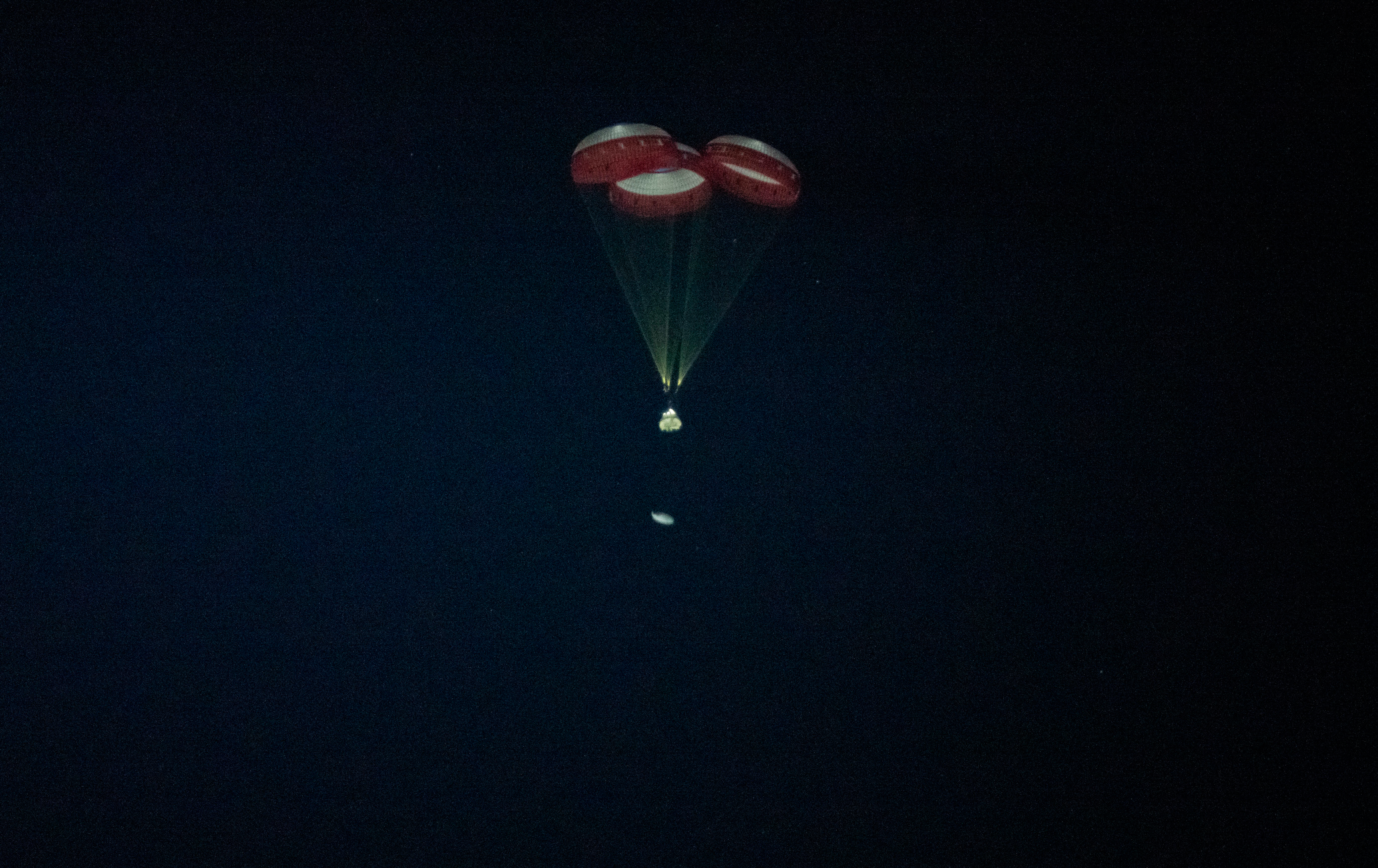
Návratový modul lodě Starliner klesá na padácích po odhození už nepotřebného tepelného štítu
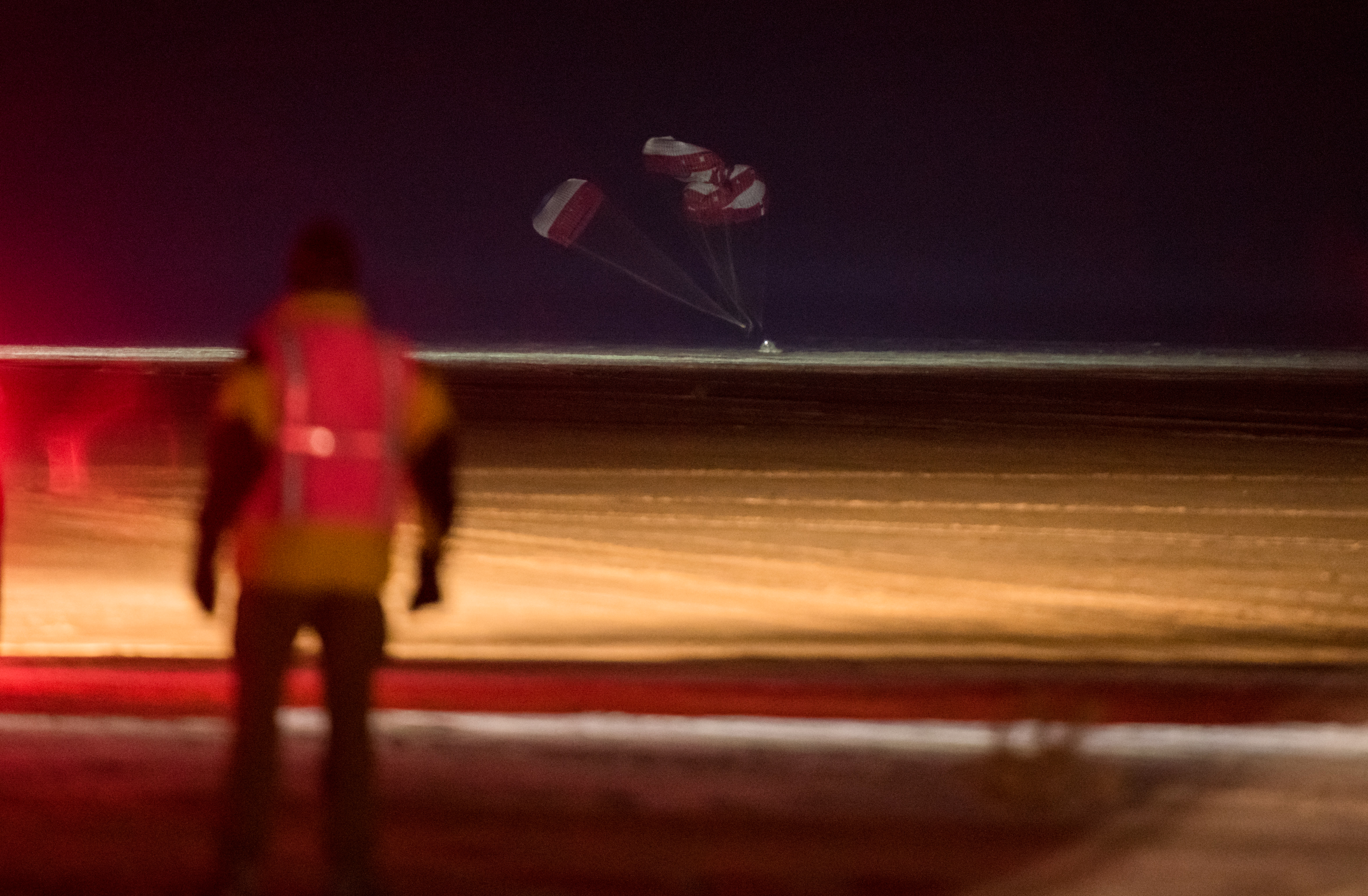
Přistání Starlineru v poušti v areálu raketové střelnice White Sands Missile Range v Novém Mexiku, 22. prosince 2019
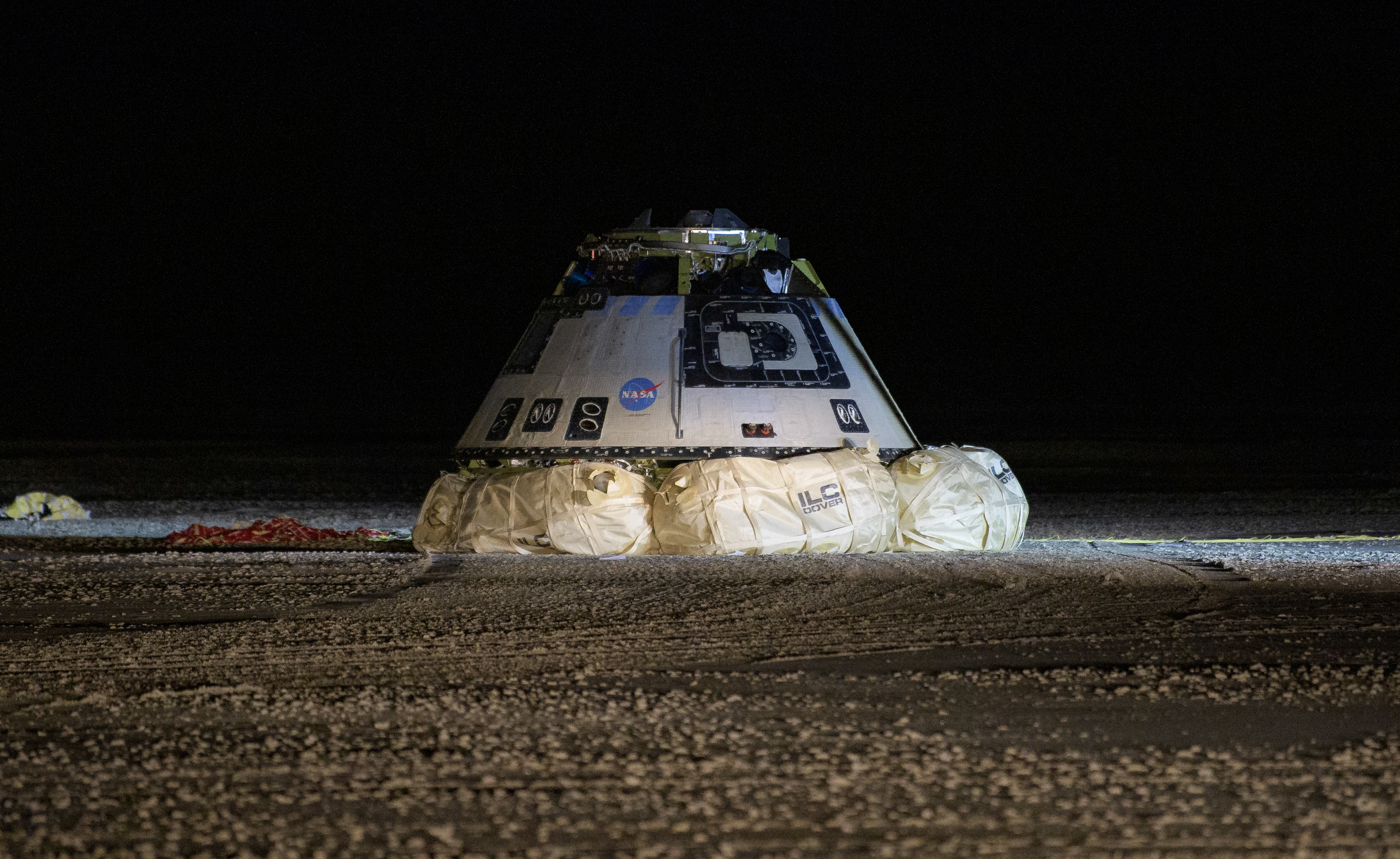
Návratový modul krátce po přistání
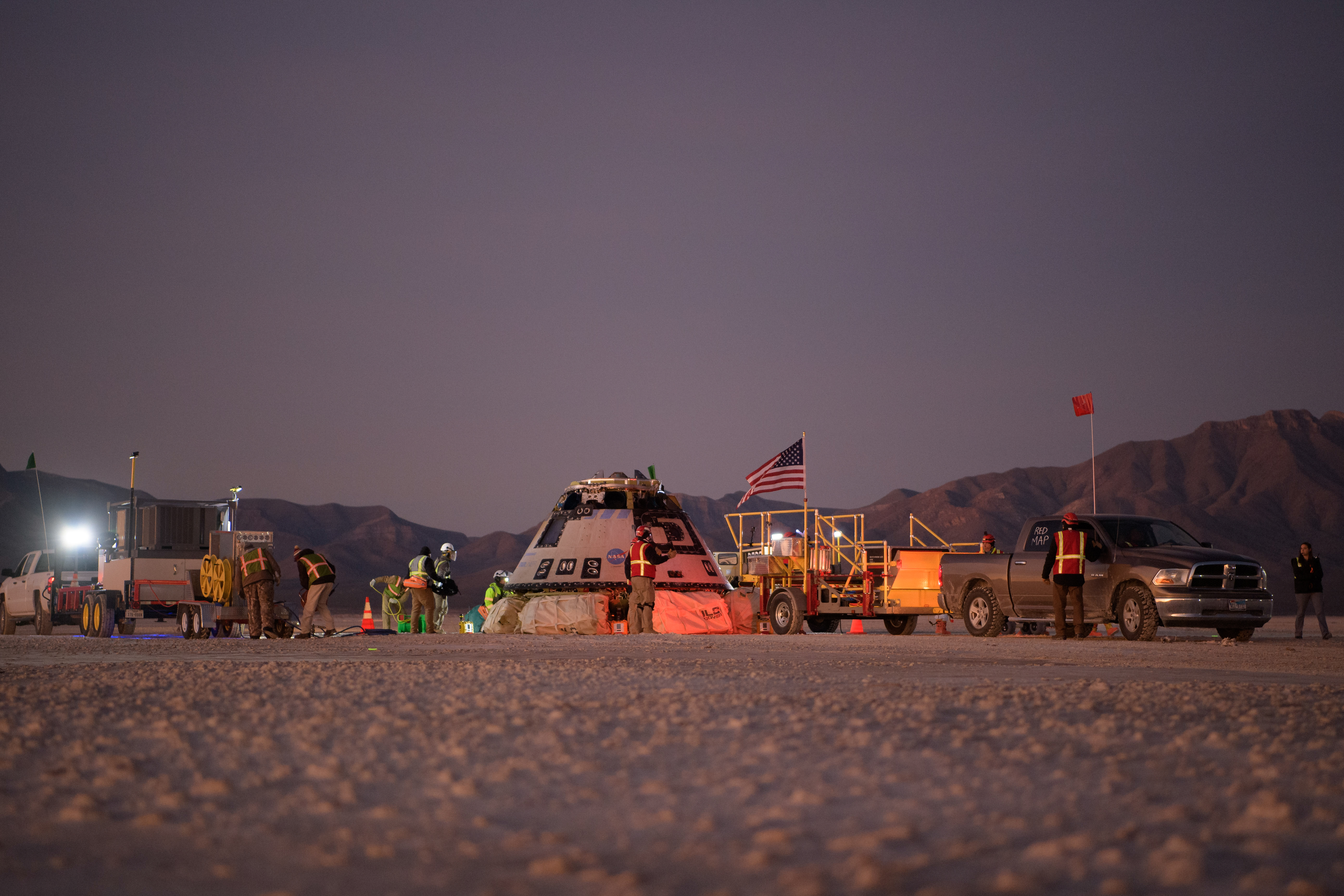
Pátrací a záchranné týmy na místě přistání